# Qaidam He
Qaidam He är ett vattendrag i Kina. Det ligger i provinsen Qinghai, i den nordvästra delen av landet, omkring 530 kilometer väster om provinshuvudstaden Xining.
Genomsnittlig årsnederbörd är 592 millimeter. Den regnigaste månaden är juli, med i genomsnitt 195 mm nederbörd, och den torraste är december, med 2 mm nederbörd.